# Honorino Landa
Honorino Landa (Puerto Natales, 1 de junho de 1942 - Santiago, 30 de maio de 1987) foi um futebolista chileno. Ele competiu na Copa do Mundo FIFA de 1962, sediada no Chile, e de 1966 na Inglaterra.